# Список объектов всемирного наследия ЮНЕСКО в Габоне
В списке всемирного наследия ЮНЕСКО в Габоне значится только один объект. И ещё 6 объектов значатся кандидатами на занесение в список.

## Список
| # | Изображение | Название               | Местоположение    | Год внесения в список | №    | Критерии       |
| - | ----------- | ---------------------- | ----------------- | --------------------- | ---- | -------------- |
| 1 |             | Национальный парк Лопе | Центральный Габон | 2007                  | 1147 | iii, iv, ix, x |

## Кандидаты
В таблице объекты расположены в порядке их добавления в предварительный список. В данном списке указаны объекты, предложенные правительством Габона в качестве кандидатов на занесение в список всемирного наследия.
| # | Изображение | Название                                | Местоположение               | Время создания | Год внесения в список | №    |
| - | ----------- | --------------------------------------- | ---------------------------- | -------------- | --------------------- | ---- |
| 1 |             | Национальный парк Микебе                | провинция Волё-Нтем          | 2000           | 2003                  | 1806 |
| 2 |             | Национальный парк Ивиндо                | провинция Огове-Ивиндо       | 2002           | 2005                  | 2058 |
| 3 |             | Пещеры Ласторвиля                       | провинция Огове-Лоло         |                | 2005                  | 2059 |
| 4 |             | Национальный парк Месетас Бетеке        | плато Бетеке                 | 2002           | 2005                  | 2060 |
| 5 |             | Национальный парк Мукалаба-Дуду         | провинция Ньянга             | 1996           | 2005                  | 2061 |
| 6 |             | Национальный парк Биружу                | провинции Нгуни и Огове-Лоло | 2002           | 2005                  | 2062 |
| 7 |             | Госпиталь Альберта Швейцера в Ламбарене | провинция Среднее Огове      | 1920           | 2009                  | 5418 |